# Којовец
Којовец или Којовци (алб. Kojavec) је насељено место у општини Булћиза у округу Дибер, Албанија. Према попису из 1989. године било је 350 становника.
У Етнографији вилајета Адријанопољ, Монастир и Салоника, штампаној у Цариграду 1878, која се односи на мушко становништво, 1873. године Којовец има 20 домаћинства и 14 житеља Словена муслимана. Српски етнограф Миленко Филиповић, 1940 године наводи да је Којовец махала села Лешничани у којој живе Словени муслимани.